# جليسة الأطفال
جليسة الأطفال والرجل في الطابق العلوي - المعروف أيضًا باسم جليسة الأطفال أو الحاضنة - هي أسطورة حضرية يعود تاريخها إلى الستينيات حول فتاة مراهقة تجالس الأطفال تتلقي مكالمات هاتفية من مطارد يطلب منها باستمرار «الاطمئنان علي الأطفال». تم أستخدام القصة عدة مرات في الأفلام.

## أسطورة المهرج
فتاة مراهقة تجالس الأطفال في الليل. ثم تضع الأطفال على السرير في الطابق العلوي بينما هي في الطابق السفلي، واثناء مشاهدتها للتلفزيون. الهاتف يرن؛ يقول لها المتصل «افحصي الأطفال». ترفض الجليسة ذلك ثم تعود إلى مشاهدة التلفزيون. يتصل المتصل المجهول عدة مرات. في نهاية المطاف تتصل الحاضنة بالشرطة، التي تبلغها أنها سوف تتبع المكالمة التالية. بعد أن اتصل الغريب مرة أخرى، أعادت الشرطة مكالمتها، ونصحتها بالمغادرة على الفور. ثم تقوم بإخلاء المنزل وتلتقي بها الشرطة. يشرحون لها أن المكالمات كانت قادمة من داخل المنزل، وأن المتكلم المجهول كان يتصل بها بعد قتل الأطفال وأكلهم في الطابق العلوي.

## إصدارات أخرى
تحتوي بعض متغيرات القصة على واحد أو أكثر من هذه التفاصيل:
- تبين أن المتصل إما واحد من الأطفال أو أحد الأخوة الأكبر سناً الذين قرروا تخويف جليسة الأطفال كمزحة.

- قتل جليسة الأطفال.

- تمكن جليسة الأطفال من إنقاذ الأطفال ويتم القبض على المطارد من قبل الشرطة.

- بينما يتم القبض عليه من قبل الشرطة، يهمس المطارد أو يقول بصوت عال «أراك قريبًا!» إلى جليسة الأطفال.

- في بعض الإصدارات، عندما يتصل المطارد جليسة الأطفال، يقوم بإصدار أصوات مخيفة مثل الضحك أو التنفس بصوت عالي. [3] أيضًا في هذا الإصدار، عندما يقول عامل الهاتف أن المكالمات واردة من نفس المنزل، يصبح صوت الهاتف هادئًا. وعندما يسأل عامل الهاتف ما إذا كانت جليسة الأطفال لا تزال موجودة، كل ما يحصل عليه هو نفس الأصوات المخيفة، مما يعني أن الجليسة قد قتلت بالفعل.

- الأطفال مع جليسة الأطفال يشاهدون التلفزيون. ثم يبدأ المطارد بالاتصال بهم، قائلاً إنه سيكون معهم في فترة زمنية معينة. ثم بعدما تصل اليهم الاخبار بأن المكالمات قادمة من داخل المنزل، يسمعون بابًا في الطابق العلوي يفتح ثم صوت خطى اقدام تتجه نحو الغرفة التي يتواجدون فيها. يمكن العثور على هذا الإصدار في Scary Stories to Tell in the Dark Books.

- بعد سنوات، أصبحت الحاضنة الآن راشدة ولها عائلة خاصة بها. وفي ذات مساء، تذهب هي وزوجها لتناول العشاء في الخارج بينما ترعى جليسة الأطفال أبنائها. يسير كل شئ على ما يرام حتى يقترب النادل من طاولتهم ويقول أن هناك مكالمة هاتفية لها. ثم تجيب على الهاتف وتسمع «هل قمتي بفحص الأطفال!». هذه نهاية تظهر في بعض إصدارات الفيلم.